# Killing Technology
Albums de Voivod
Rrröööaaarrr
(1986) Dimension Hatröss
(1988)
Killing Technology est le troisième album studio du groupe de thrash metal Voivod sorti en 1987. La thématique de l'album est en partie inspirée de la catastrophe nucléaire de Tchernobyl et de l'accident de la navette spatiale Challenger, survenus tous deux en 1986.
Apparaissent sur cet album les premières touches progressives que Voivod explorera davantage sur les albums suivants, délaissant ses racines thrash.

## Membre
- Denis "Snake" Bélanger : chant
- Denis "Piggy" D'Amour : guitare
- Jean-Yves "Blacky" Thériault : basse
- Michel "Away" Langevin : batterie

## Liste des morceaux
1. Killing Technology - 7:33
2. Overreaction - 4:45
3. Tornado - 6:02
4. Too Scared to Scream - 4:14
5. Forgotten in Space - 6:10
6. Ravenous Medicine - 4:33
7. Order of the Blackguards - 4:28
8. This Is Not an Exercise - 6:18
9. Cockroaches - 3:40

Too Scared to Scream et Cockroaches sont issus de l'EP Cockroaches sorti quelque temps auparavant.